# グローバル・ハードコア・クラウン
グローバル・ハードコア・クラウン（Global Hardcore Crown、略称：GHC）は、プロレスリング・ノアが管理、認定しているチャンピオンベルトの名称。

## GHC無差別級王座

### 歴史
2004年3月、秋山準の提唱によってGHC無差別級王座（GHCむさべつきゅうおうざ）を創設。背景には地方大会がいまひとつ盛り上がらない現実があったため、「タイトル戦の無い地方大会をこのベルトで盛り上げる」と考えた秋山が独断で作成を企画。これに理解を示した三沢光晴のポケットマネーから資金が支払われた。
原則として首都圏を除く地域、つまり地方会場限定でタイトルマッチを行う事が定められた。ファンサービスの一環として試合会場入口で売られている「のあのあくじ」の当選者が立会人としてリングに上がり、認定証を読んで試合終了後、勝者にチャンピオンベルトを渡して記念写真を撮影するというサービスが行われていた。
ベルト部分の色は白になっており、これは秋山のイメージカラー、白はどんな色にも染められるということで、王者の色に染められて方針次第で王座の特徴が変わるという意味がある。ベルト部分の色から「白GHC」と呼ばれている。

#### 秋山準時代
3月13日、プロレスリング・ノアディファ有明大会でチャンピオンベルトの、お披露目が行われた。秋山が王座の方向性を示す意味で自身を初代王者に認定。初防衛戦の相手には前年のシングルマッチで敗れた佐野巧真を指名して、4月18日にノア博多スターレーン大会で実施。秋山が因縁を清算する形で勝利を収めて初防衛に成功。ただし、当初は試合決着のルールを巡って双方の意見が合わず、試合開催が危ぶまれる一幕もあった。3カウントによる決着を主張する秋山に対して（自分が前年この形で敗れているため）、佐野はKOやロストポイント制の採用を固持。埒の明かない状況を見かねたGHCタイトル最高顧問の三沢の判断により、秋山は3カウントを奪った場合のみ勝利、佐野はギブアップもしくはKOを奪った場合のみ勝利という方式に落ち着いた。その結果、秋山はフロントネックロックを繰り出すも「3カウントのみで勝利」というルールにより、レフェリーは佐野に「ギブアップ?」と聞かなかったり、一方で佐野はノーザンライトボムを放つも「KOまたはギブアップのみで勝利」により、フォールしてもカウントされないといったシーンが見られた。2度目の防衛戦は、秋山が自ら命名したノア・ヘルスクラブ（川畑輝鎮、泉田純、井上雅央）と対戦。しかし、挑戦者1人を1度の防衛とカウントせず、3連戦に全て勝利して初めて1回の防衛とする形を採用。これは秋山が彼ら三人を「ノア2軍」としていたためである。ヘルスクラブの3人はそれぞれ奮起するも、秋山の牙城を崩すことが出来ず、2度目の防衛に成功。それぞれに勝った時は、「1と1/3回の防衛」のように呼ばれていた。

#### 丸藤正道時代
10月、ジュニアヘビー級の丸藤正道が体格の差を越えて秋山からタイトルを奪取（場外リングアウト勝ち）。初防衛戦の相手にはまだデビュー4か月の潮崎豪が名乗りを挙げた。この試合は15分一本勝負で行われ、時間切れ引き分けなら潮崎の勝利というルールであったが、丸藤が時間切れ12秒前ギリギリながら実力の差で押し切り防衛に成功。その2か月後、今度は自らの父親と同い年の永源遙と対戦。こちらは潮崎戦よりさらに時間の短い10分1本勝負で行われ、時間切れなら永源の勝利となるルールであった。途中、永源は得意のツバ攻撃などで丸藤を翻弄するも、最後は勢いに勝る丸藤が永源を振り切り、2度目の防衛に成功。

#### ハードコア時代
2005年3月、モハメド・ヨネが丸藤からタイトルを奪取。ここからしばらくは正にハードコアマッチの名に相応しいタイトルマッチが続いた。4月、大阪でのヨネと森嶋猛の試合は「時間無制限1本勝負、チェーンデスマッチ」で行われ、23分29秒にダブルノックアウトになったが試合続行の意思を示したヨネが初防衛に成功。また、ヨネの防衛第4戦である10月にヨネとスコーピオの試合は「30分一本勝負、反則裁定無し」で行われ、スコーピオがタイトルを奪取したものの、ハードコアな試合により、スコーピオは足を負傷。救急車が出動して病院に運ばれる事態となった。

#### 志賀賢太郎時代
2006年9月、志賀賢太郎がスコーピオからタイトルを奪取。難病を克服し、苦労人として知られる志賀の初の王座獲得とあって、多くのファンが祝福した。折しも志賀はパンチパーマの「アニキ」キャラでブレイク中であり、以後の防衛戦でも罰ゲームや場外に転落したら負けといったルールの導入など、オープンな発想でタイトル戦を盛り上げていった。防衛第3戦は、プロレスリングZERO1-MAXのリングアナウンサーであるオッキー沖田が、「ZERO1-MAXのアニキ」こと神風を挑戦させてほしいと表明し、志賀からの「沖田もパンチパーマをかける」という条件が果たされたため「アニキ」対決が実現。12月にZERO1-MAX後楽園ホール大会にてランバージャックデスマッチでのタイトルマッチが行われ、泉田純至、太田一平らのパンチ軍団の活躍もあり、志賀が防衛に成功。こうした動きは管理委員長の秋山も「白GHCは志賀にふさわしいベルトである」と評価していた。

#### パンチパーマ・ブラザーズ時代
志賀への挑戦者の1人だった川畑輝鎮は、敗戦の罰として強制的にパンチパーマをかけさせられたが、これがきっかけで志賀とタッグを組む機会が増え意気投合し、ついには志賀に「どうしても川畑とベルトを獲りたい」と言わしめるまでになった。この理由でタッグトーナメントによる王座決定戦を主張し、志賀が返上して2007年2月のノア後楽園ホール大会、ノアディファ有明大会で王座決定トーナメントが開催された。結果、志賀&川畑のタッグチーム「パンチパーマ・ブラザーズ」が決勝に勝ち上がった潮崎豪&谷口周平組との対決を制し、第6代王者となった。パンチパーマ・ブラザーズは特に若手の挑戦を歓迎し胸を貸していたが、タッグ王座としての白GHCはパンチパーマ・ブラザーズが守りきる形となった。なお、タッグ王座に移行してからもチャンピオンベルトは1本のままであった。これは単純に費用の都合であるが、パンチパーマ・ブラザーズも「絆があればベルトは1本で十分」と了解していた。また、7月には、ンチパーマ・ブラザーズが秋山準&力皇猛組の保持していたGHCタッグ王座に挑戦したが、こちらでは敗れたためタッグ2冠とはならなかった。11月、パンチパーマ・ブラザーズが互いのレベルアップを図ることを理由にタッグを発展解消し（後に再結成している）、王座もシングル王座に戻すことを決意。志賀とのパンチパーマ・ブラザーズ対決を制した川畑が第7代王者に就いた。川畑は約11ヵ月、5回の防衛を果たしてパンチパーマ・ブラザーズ及び、そのメンバーで2年以上ベルトを保持していた。

#### 末期
2008年10月6日、橋誠が王者に就く。この頃には地方限定タイトルマッチの原則が薄れて首都圏でもタイトルマッチが行われている。
2009年6月8日、白GHCという呼び名が定着しているのにもかかわらず、小橋建太が王者になった際、小橋の希望でベルト部分の色が小橋のイメージカラーである紫になった。ベルト部分の色から「紫GHC」と呼ばれている。また、橋誠との防衛戦では、小橋は制限時間付きでチョップ禁止、15分の短時間戦で引き分けはタイトル移動ルールで闘い防衛に成功。
2010年6月、1月から肘部管症候群で欠場中の小橋が返上。その後、王座決定戦が行われないまま事実上封印状態となる。
2012年12月24日、GHCタイトル管理委員長の秋山が退団。その後、ノア公式サイトから歴代王者の記載が削除された。

### GHCルール
試合形式は王者、挑戦者、GHCタイトル管理委員長の秋山準が協議を行って決めることになっている。多くの場合は「15分一本勝負、引き分けで王座移動」である。なお、プロレスリング・ノアが発行しているパンフレットには「挑戦資格はプロレスリング・ノアに利益をもたらす選手のみとする」と明記されている。

### GHCタイトル管理委員会

#### 最高顧問
- 三沢光晴（2004年3月 - 2009年6月13日）

#### 管理委員長
- 秋山準（2004年3月 - 2012年12月24日）

### 歴代王者
| 歴代                            | 選手                | 戴冠回数 | 防衛回数 | 獲得日付       | 獲得場所 （対戦相手・その他）                         |
| ------------------------------- | ------------------- | -------- | -------- | -------------- | ----------------------------------------------------- |
| 初代                            | 秋山準              | 1        | 6        | 2004年4月18日  | 博多スターレーン 管理委員長の秋山準が自身を王者に認定 |
| 第2代                           | 丸藤正道            | 1        | 2        | 2004年10月16日 | 徳島市立体育館                                        |
| 第3代                           | モハメド・ヨネ      | 1        | 3        | 2005年3月5日   | 日本武道館                                            |
| 第4代                           | スコーピオ          | 1        | 2        | 2005年10月22日 | 徳島市立体育館                                        |
| 第5代                           | 志賀賢太郎          | 1        | 3        | 2006年9月3日   | 愛知県体育館 返上                                     |
| GHC無差別級タッグ王座として運用 |                     |          |          |                |                                                       |
| 第6代                           | 川畑輝鎮&志賀賢太郎 | 1&2      | 3        | 2007年2月17日  | ディファ有明 潮崎豪&谷口周平 返上                     |
| 再びGHC無差別級王座として運用   |                     |          |          |                |                                                       |
| 第7代                           | 川畑輝鎮            | 2        | 5        | 2007年11月19日 | 新潟市体育館 志賀賢太郎                               |
| 第8代                           | 橋誠                | 1        | 2        | 2008年10月6日  | 伊勢崎市第二市民体育館                                |
| 第9代                           | 小橋建太            | 1        | 4        | 2009年6月8日   | 京王プラザホテル八王子 封印                           |

## GHCハードコア王座

### 概要
2023年10月9日、新宿FACEにて行われたプロレスリング・ノアのブランド『MONDAY MAGIC ep1』で、同ブランドのアシスタントディレクターに就任したNOSAWA論外がグローバル・ハードコア・クラウン（白GHC）をGHCハードコア王座（GHCハードコアおうざ）に改称し復活させることを発表。チャンピオンベルトのデザインは白GHCと同じデザインになっている。ただし、歴代王者とは切り離す形で改めて初代王者としてカウントされる。
10月23日、『MONDAY MAGIC ep2』で行われた初代王座決定戦に勝利した田中将斗が初代王者となった。

### 歴代王者
| 歴代  | 王者             | 戴冠回数 | 防衛回数 | 獲得日          | 獲得場所 備考（対戦相手）                 |
| ----- | ---------------- | -------- | -------- | --------------- | ----------------------------------------- |
| 初代  | 田中将斗         | 1        | 0        | 2023年10月23日  | 新宿FACE （ニンジャ・マック）             |
| 第2代 | ニンジャ・マック | 1        | 2        | 2023年11月27日  | 新宿FACE 3WAYマッチ（スペル・クレイジー） |
| 第3代 | 石川修司         | 1        | 2        | 2024年05月04日  | 両国国技館                                |
| 第4代 | HAYATA           | 1        |          | 2025年06月030日 | 品川ステラボール                          |